# فوجی تی-۱
فوجی تی-۱ (به انگلیسی: Fuji T-1) یک هواگرد ساخت کارخانهٔ صنایع سنگین فوجی در کشور ژاپن است.